# Allorhynchium anomalum
Allorhynchium anomalum  (лат.) — вид одиночных ос рода Allorhynchium из семейства Vespidae (Eumeninae).

## Распространение
Южная Азия: Индия, Керала.

## Описание
Небольшие темно-окрашенные осы, длина около 1 см, длина переднего крыла самцов 9,5 мм. Основная окраска тела чёрная, коготки лапок черновато-коричневые. Вид был впервые описан в 1992 году итальянским гименоптерологом Антонио Джиордани Сойкой (Antonio Giordani Soika; 1913-1997), директором Венецианского музея естественной истории (Museo di Storia Naturale di Venezia, Венеция, Италия).